# Jean Delsarte
Pour les articles homonymes, voir Delsarte.
Jean Delsarte, né le 19 octobre 1903 à Fourmies (Nord) et  mort le 28 novembre 1968 à Nancy, est un mathématicien français, un des fondateurs du groupe Bourbaki en 1935.

## Carrière
Jean Delsarte entre à l'école normale supérieure en 1922, dans la même promotion qu'André Weil et Yves Rocard. Il obtient la bourse de la fondation Thiers en 1926-1927 ; c'est à ce moment qu'il publie ses premiers articles dans les Comptes rendus de l'Académie des sciences.
Il devient maître de conférences à l'université de Nancy en 1928 et y passera toute sa carrière. Avant-guerre, il communique beaucoup avec André Weil et Henri Cartan, tous deux professeurs à l'université de Strasbourg. Il deviendra doyen de la faculté des sciences de Nancy de 1945 à 1949. Il y attirera plusieurs brillants mathématiciens comme enseignants-chercheurs, tels Laurent Schwartz ou Roger Godement.
Il fut directeur de la maison franco-japonaise à Tōkyō de 1962 à 1965.
Profondément affecté par les événements de mai 68, il meurt d'une crise cardiaque en novembre de la même année.